# 14 Bis (curta-metragem)
14 Bis é um filme de curta-metragem brasileiro de 2006, com direção de André Ristum, com Daniel de Oliveira no papel principal.
A fotografia é de Hélcio Alemão Nagamine, a montagem de Estevan Santos e a música de Marcos Levy.

## Sinopse
Em 23 de outubro de 1906 ocorre o primeiro voo de avião da história, levando ao delírio a multidão presente no Campo de Bagatelle, em Paris. Anos depois, Alberto se depara com o uso que a humanidade fez de seu invento: um instrumento bélico durante a Primeira Grande Guerra.

## Elenco
- Daniel de Oliveira - Alberto Santos Dumont
- Rosanne Mulholland - Lantelme
- Nicola Siri
- Daniel Granieri - Gabriel Voisin
- Lui Strassburger - Ferber
- Rico Mansur